# 羹に懲りて膾を吹く
| ウィキペディアには「羹に懲りて膾を吹く」という見出しの百科事典記事はありません（タイトルに「羹に懲りて膾を吹く」を含むページの一覧/「羹に懲りて膾を吹く」で始まるページの一覧）。 代わりにウィクショナリーのページ「羮に懲りて膾を吹く」が役に立つかもしれません。 |